# Right Here (Eddie Money)
Right Here è l'ottavo album in studio del cantante statunitense Eddie Money, pubblicato nel 1991.

## Tracce
1. Heaven in the Back Seat – 4:02 (Craig Joiner, Robert John "Mutt" Lange)
2. She Takes My Breath Away – 4:19 (Gary Bromham, Monty Byrom, Eddie Money, Dennis Morgan, Marc Tanner)
3. Another Nice Day in L.A. – 3:37 (Byrom, John Corey, Stan Lynch, Money)
4. Fall in Love Again – 4:25 (Byrom, Jeff Kossack, Money)
5. Run Right Back – 3:11 (Diane Warren)
6. Things Are Much Better Today – 3:50 (Byrom, Money, Greg Lowry)
7. Fire and Water – 4:14 (Byrom, Money, Jerry Deaton)
8. Prove It Every Night – 3:21 (Byrom, Money, Deaton, David Neuhauser)
9. Think Twice – 3:53 (Tom Girvin, Money, Tanner)
10. I'll Get By – 3:31 (Antonina Armato, Money, Andy Hill)